# Chico da Silva
Francisco Domingos "Chico" da Silva (Cruzeiro do Sul - Alto Tejo, Acre, 1910 — Fortaleza, 1985) foi um pintor brasileiro de estilo naïf.

## Biografia
Descendente de uma cearense e um índio da Amazônia peruana. Viveu até os dez anos de idade na antiga comunidade de Alto Tejo. Em 1934, a família de Chico da Silva embarcou para o Ceará, indo morar em Fortaleza. Semi-analfabeto, teve diversas profissões não relacionadas à arte (consertava sapatos e guarda-chuvas, fazia fogareiros de lata para vender, entre outras), mas sempre desenhava pelos muros da cidade com carvão e giz. Era autodidata.
Chico da Silva foi descoberto pelo pintor suíço Jean-Pierre Chabloz, que notou um destes graffitis, em meados da década de 1950 na praia do Pirambu, em Fortaleza, onde costumava desenhar em paredes e muros do bairro. Antes de ser conhecido, era chamado pelos moradores de "indiozinho débil mental". Chabloz, que o tomou como discípulo, ensinou-lhe as técnicas do guache e do óleo. Logo passou a expor seus trabalhos na cidade, no Rio de Janeiro e na Suíça. Em 1966 recebeu menção honrosa na XXXIII Bienal de Veneza. Três anos depois, Chabloz cortou relação com Chico, afirmando mais tarde em uma entrevista que estava insatisfeito com a qualidade do artista.

## Estilo
Seu estilo é incomparável. Seus desenhos surgiam de forma espontânea, como involuntários impulsos de sua imaginação. Chico não teve nenhuma influência de outros estilos nem muito menos de escolas de pintura. Seus traços, inicialmente feitos a carvão, impressionavam pela riqueza de detalhes e abstração. Eram dragões, peixes voadores, sereias, figuras ameaçadoras e de grande densidade e formas. Pintor de lendas, folclore nacional, cotidiano e seres fantásticos.
Na Europa ele é conhecido como o índio de técnica apuradíssima e traços autodidatas de origem inerente à visão tropical da vida na floresta.
Para alguns especialistas seus trabalhos são individuais mas comunitários, pois muitos dos seus quadros foram apenas assinados por ele, pois na verdade estes teriam sido pintados por seus filhos e parentes para aumentar a produção (já que a procura era cada vez maior); e cobiçada devido à valorização dos trabalhos no mundo das artes plásticas. Uma pesquisa estimou que 90%, dos quadros posteriores a 1972, eram falsos. Tal acontecimento cercou o artista de aproveitadores que vendiam essas falsificações em qualquer lugar por pequenos preços.

## Exposições
Chico da Silva está presente com dois guaches da década de 1960 na coleção do MAR, o Museu de Arte do Rio de Janeiro, por doação do Fundo Max Perlingeiro. Em 2014, essas obras foram apresentadas nas exposições "Encontro de Mundos" e "Pororoca, a Amazônica no MAR". O catálogo da exposição Pororoca traz o artigo "Arte de ciclos de  borracha: seringueiros artistas", no qual o  significado singular da  produção de Chico da Silva é articulado ao desenho de Helio Melo  do Acre e às  pinturas de Paulo Sampaio, "um soldado da borracha" do Pará.  O artigo de Herkenhoff acentua a proximidade de Chico da Silva com o imaginário da selva pelas sociedades tribais e na construção de um bestiário particular. Segundo Herkenhoff, a selva na pintura de Chico da Silva, é "o espaço, onde nenhum ser tem repouso ou refúgio, é sempre uma cena atravessada por voos e ataques de predadores, entre o sonho e a imaginação."
Também está presente no MAUC - Museu de Arte da Universidade Federal do Ceará, que conta com uma sala permanente do artista " na qual a maior parte do acervo corresponde as obras que participaram e receberam a Menção Honrosa na Bienal de Veneza de 1966."
Chico da Silva participou de várias exposições em países como França, Suíça, Itália e Rússia. Algumas de suas pinturas foram expostas em Manaus, a cidade mais próxima de sua terra natal onde os seus trabalhos chegaram, mas nunca seus quadros foram apresentados em Rio Branco (AC).